# Aurelio Virgiliano
Aurelio Virgiliano est un théoricien de la musique italien de la fin de la Renaissance et du début du baroque.

## Biographie
Aurelio Virgiliano est connu pour son traité de musique resté incomplet et à l'état de manuscrit, le Dolcimelo. Les informations biographiques concernant l'auteur sont absentes.
Ce document en italien n'a pas de date précise, mais il semblerait tout de même qu'il date de la fin du XVIe siècle, ou du tout début du XVIIe. Selon les filigranes, certains datent le document entre 1589 et 1625.
Le Dolcimelo est composé de trois livres :
- Libro Primo. Dove si contengono i Passaggi da farsi con la voce, e con ogni sorte d'instrumento musicale
- Libro Secondo. Dove si contengono Ricercate fiorite; e Madrigali, con canzoni diminuite, per sonar vagamente con ogni sorte d'Instrumento
- Libro Terzo. Dove si contengono tutti modi da sonar qualsivoglia Instrumento; con i loro Accordi, tanto in concerto, quanto separati